# Каменка (Абанский район)
Каменка — деревня, входящая в состав Апано-Ключинского сельсовета Абанского района Красноярского края.

## География
Деревня расположена в 1,5 км к северу от села Апано-Ключи и в 28 км к северо-востоку от посёлка Абан (центра Абанского района).

## Население
| 1989 | 2002 | 2010 |
| ---- | ---- | ---- |
| 89   | ↗96  | ↘79  |

## Ссылка
- abinskiy.ru — официальный сайт администрации Абанского района